# Barroco ucraniano

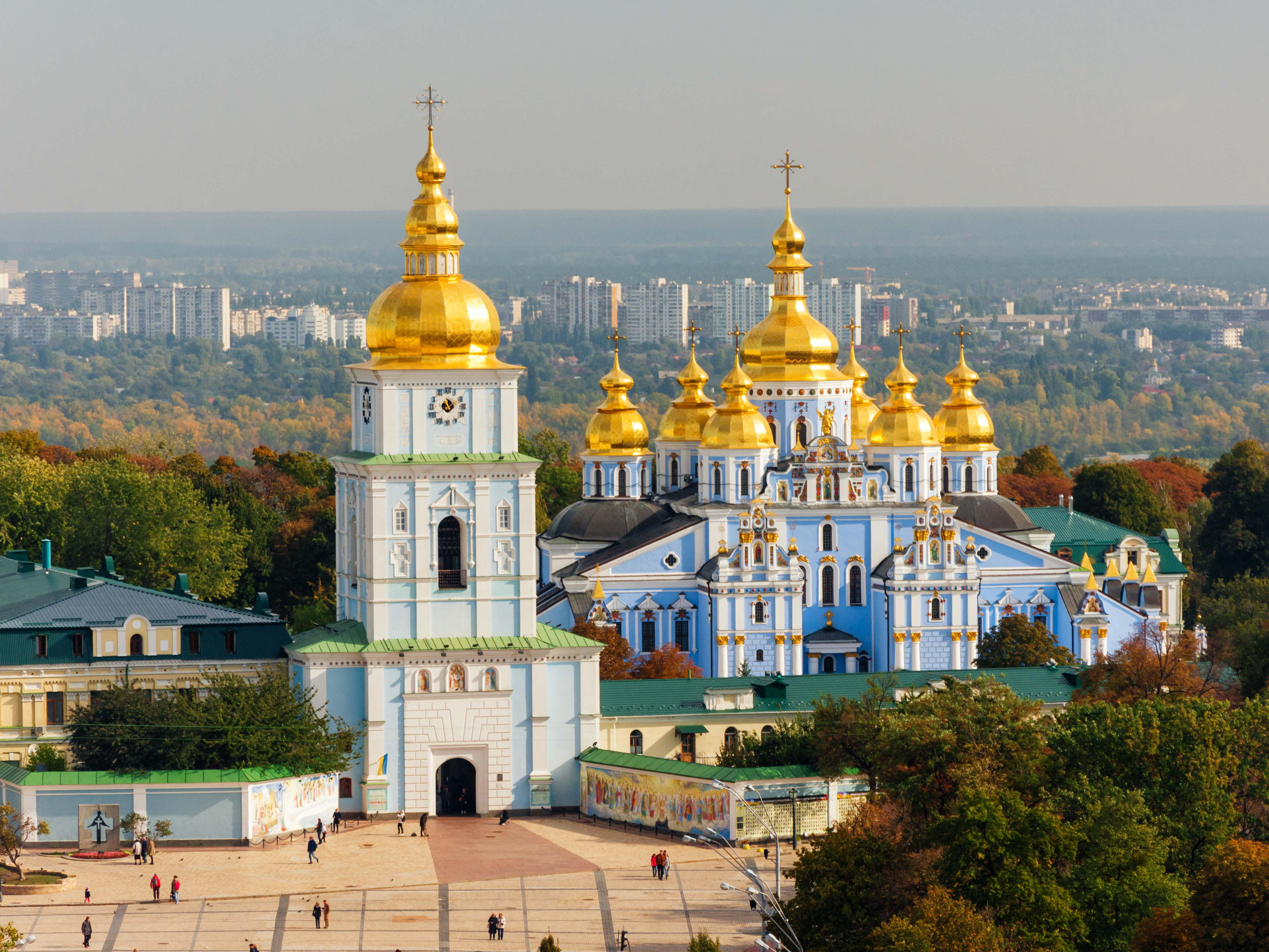
O Mosteiro de São Miguel em Kiev, construção iniciada em 1113, foi fortemente influenciado no século XVIII pelo barroco ucraniano, do qual hoje é um dos exemplos mais brilhantes

Barroco Ucraniano ou Barroco Cossaco ou Barroco Mazepa, é um estilo arquitetônico da Ucrânia do período Hetmanato, entre os séculos XVII e XVIII.
O barroco ucraniano distingue-se do europeu por um tipo de ornamentação mais moderada e formas mais simples. Introduziu (de forma muito menos acentuada que o chamado barroco elisabetano ) as típicas cúpulas em cebola para torres sineiras e pequenas coberturas de capela, inteiramente revestidos com chapas de cobre dourado.
Também foi dada considerável importância à decoração interna das igrejas, ao contrário de outros estilos barrocos da região russa: os interiores foram em grande parte decorados com estuques e afrescos que a partir da segunda metade do século XVIII também foram enriquecidos com numerosos simbolismos.
Muitas estruturas deste estilo na Ucrânia chegaram até nós, incluindo o Mosteiro Dourado de São Miguel e o Mosteiro Vydubytsky, ambos em Kiev .